# Olympische Sommerspiele 2024/Teilnehmer (Simbabwe)
| Gelbes Symbol für Goldmedaillen mit stilisierten Olympischen Ringen | Graues Symbol für Silbermedaillen mit stilisierten Olympischen Ringen | Braundes Symbol für Bronzemedaillen mit stilisierten Olympischen Ringen |
| ------------------------------------------------------------------- | --------------------------------------------------------------------- | ----------------------------------------------------------------------- |
| —                                                                   | —                                                                     | —                                                                       |

Simbabwe nahm an den Olympischen Spielen 2024 vom 26. Juli bis zum 11. August 2024 in Paris mit 7 Athleten (5 Männer, 2 Frauen) teil. Es war die insgesamt zwölfte Teilnahme an Olympischen Sommerspielen.

## Teilnehmer nach Sportarten

### Leichtathletik
Drei simbabwische Leichtathleten hatten die Olympianormen des Weltverbandes erreicht. Da sich keine Frau qualifizieren konnte, erhielt Rutendo Nyahora über den Universalstartplatz das Startrecht für den Marathonwettbewerb.
Laufen und Gehen
| Athleten              | Wettbewerb | Vorlauf | Vorlauf | Halbfinale | Halbfinale | Finale    | Finale | Rang |
| Athleten              | Wettbewerb | Zeit    | Rang    | Zeit       | Rang       | Zeit      | Rang   | Rang |
| --------------------- | ---------- | ------- | ------- | ---------- | ---------- | --------- | ------ | ---- |
| Frauen                |            |         |         |            |            |           |        |      |
| Rutendo Nyahora       | Marathon   | —       | —       | —          | —          | DNF       | DNF    | DNF  |
| Männer                |            |         |         |            |            |           |        |      |
| Makanakaishe Charamba | 200 m      | 20,27 s | 2       | 20,31 s    | 3          | 20,53 s   | 8      | 8    |
| Tapiwanashe Makarawu  | 200 m      | 20,07 s | 2       | 20,16 s    | 3          | 20,10 s   | 6      | 6    |
| Isaac Mpofu           | Marathon   | —       | —       | —          | —          | 2:10:09 h | 19     | 19   |

### Rudern
Bei der afrikanischen Qualifikationsregatta in Tunis konnte Simbabwe einen Quotenplatz für den Einer der Männer bei den Olympischen Spielen erreichen.
| Athleten    | Wettbewerb | Vorlauf     | Vorlauf | Vorlauf       | Hoffnungslauf / Viertelfinale | Hoffnungslauf / Viertelfinale | Hoffnungslauf / Viertelfinale | Halbfinale  | Halbfinale | Halbfinale    | Finale      | Finale | Rang |
| Athleten    | Wettbewerb | Zeit        | Rang    | Qualifikation | Zeit                          | Rang                          | Qualifikation                 | Zeit        | Rang       | Qualifikation | Zeit        | Rang   | Rang |
| ----------- | ---------- | ----------- | ------- | ------------- | ----------------------------- | ----------------------------- | ----------------------------- | ----------- | ---------- | ------------- | ----------- | ------ | ---- |
| Männer      |            |             |         |               |                               |                               |                               |             |            |               |             |        |      |
| Stephen Cox | Einer      | 7:11,98 min | 4       | Hoffnungslauf | 7:22,45 min                   | 4                             | Halbfinale E/F                | 7:36,59 min | 2          | E-Finale      | 7:09,34 min | 2      | 29   |

### Schwimmen
| Athleten                 | Wettbewerb     | Vorlauf     | Vorlauf | Halbfinale    | Halbfinale    | Finale        | Finale        | Rang |
| Athleten                 | Wettbewerb     | Zeit        | Rang    | Zeit          | Rang          | Zeit          | Rang          | Rang |
| ------------------------ | -------------- | ----------- | ------- | ------------- | ------------- | ------------- | ------------- | ---- |
| Frauen                   |                |             |         |               |               |               |               |      |
| Paige van der Westhuizen | 100 m Freistil | 58,19 s     | 25      | ausgeschieden | ausgeschieden | ausgeschieden | ausgeschieden | 25   |
| Männer                   |                |             |         |               |               |               |               |      |
| Denilson Cyprianos       | 200 m Rücken   | 2:01,91 min | 28      | ausgeschieden | ausgeschieden | ausgeschieden | ausgeschieden | 28   |